# José María Ríos García
José María Ríos García (Saragossa, 15 de novembre de 1910 — Alacant, 31 d'agost de 1999) fou un enginyer espanyol, acadèmic de la Reial Acadèmia de Ciències Exactes, Físiques i Naturals.

## Biografia
El 1933 es llicencià a l'Escola Especial d'Enginyers de Mines de Madrid. El 1924 va treballar sobre estructures cristal·lines amb el professor Julio Palacios Martínez. El 1935 va continuar estudis a la Victorian University de Manchester, fou professor a l'Escola d'Enginyers i el 1936 anà a Alemanya gràcies a l'obtenir en concurs internacional la Medalla Humboldt de l'Acadèmia de Múnic.
El 1944 va ser nomenat col·laborador de l'Institut Lucas Mallada de Recerques Geològiques, i el 1949 conseller adjunt del Patronat Alfons X el Savi, tots dos vinculats al CSIC. El 1953 va obtenir la càtedra de Geologia General a Escola Especial d'Enginyers de Mines de Madrid, i el 1959 es va doctorar en enginyeria de mines a la Universitat Politècnica de Madrid. El 1958 fou nomenat vocal de la Comissió Nacional de Geologia.
El 1962 va crear per encàrrec de l'INI l'Empresa Nacional Minera del Sàhara, de la que també en fou director i responsable i sota la seva direcció es posà en funcionament el jaciment de fosfats de Bucraa. El 1966 fou nomenat vocal del Consell Superior de Mineria.
El 1963 fou nomenat acadèmic de la Reial Acadèmia de Ciències Exactes, Físiques i Naturals, de la que n'era membre des de 1953, i el 1966 hi ingressà amb el discurs "Evaluación de la validez de los fundamentos, métodos y logros de las Ciencias Geológicas". El 1982 passà a la condició de supernumerari. El 1976 va ser nomenat acadèmic corresponent de l'Acadèmia Mundial de les Ciències i les Arts de Nova York i membre de la Societat Geològica dels Estats Units. Fou condecorat amb les grans creus de l'Orde del Mèrit Civil, de l'Orde d'Alfons X el Savi i gran oficial de l'Orde Civil d'Àfrica.

## Obres
- Bosquejo geológico de parte del país Vasco-cántabro... Pirineos, 1954
- Estudio geológico de la zona de criaderos de hierro de Vizcaya y Santander', Madrid, 1949.
- Contribución al conocimiento de la Geología Cantábrica. Un estudio de parte de las provincias de Burgos, Álava, Vizcaya y Santander, Madrid, 1945. amb A. Almela i J. Garrido[4]